# Kalkadoongrassluiper
De kalkadoongrassluiper (Amytornis ballarae) is een zangvogel uit de familie Maluridae (elfjes).

## Verspreiding en leefgebied
Deze soort komt voor in Australië in westelijk-centraal Queensland.

## Status
De grootte van de populatie is in 2021 geschat op 9000-10.000 volwassen vogels. De aantallen van deze toch al kleine populatie nemen verder af, vooral door de vele natuurbranden. Op de Rode lijst van de IUCN heeft deze soort daarom de status kwetsbaar.